# Erhard
Erhard és una població dels Estats Units a l'estat de Minnesota. Segons el cens del 2000 tenia 150 habitants.

## Demografia
Segons el cens del 2000, Erhard tenia 150 habitants, 71 habitatges, i 39 famílies. La densitat de població era de 107,3 habitants per km².
Dels 71 habitatges en un 19,7% hi vivien nens de menys de 18 anys, en un 49,3% hi vivien parelles casades, en un 4,2% dones solteres, i en un 43,7% no eren unitats familiars. En el 38% dels habitatges hi vivien persones soles l'11,3% de les quals corresponia a persones de 65 anys o més que vivien soles. El nombre mitjà de persones vivint en cada habitatge era de 2,11 i el nombre mitjà de persones que vivien en cada família era de 2,78.
Per edats la població es repartia de la següent manera: un 18% tenia menys de 18 anys, un 4,7% entre 18 i 24, un 27,3% entre 25 i 44, un 34% de 45 a 60 i un 16% 65 anys o més.
L'edat mediana era de 44 anys. Per cada 100 dones de 18 o més anys hi havia 105 homes.
La renda mediana per habitatge era de 35.417 $ i la renda mediana per família de 37.250 $. Els homes tenien una renda mediana de 20.000 $ mentre que les dones 20.750 $. La renda per capita de la població era de 16.189 $. Entorn del 7% de les famílies i l'11,5% de la població estaven per davall del llindar de pobresa.

## Poblacions més properes
El següent diagrama mostra les poblacions més properes.